# Großsteingrab Vejleby Marker 7
Das Großsteingrab Vejleby Marker 7 ist eine megalithische Grabanlage der jungsteinzeitlichen Nordgruppe der Trichterbecherkultur im Kirchspiel Ferslev in der dänischen Kommune Frederikssund.

## Lage
Das Grab liegt am Nordwestrand von Vellerup Sommerby auf einer Wiese nahe der Küste. In der näheren Umgebung gibt bzw. gab es zahlreiche weitere megalithische Grabanlagen.

## Forschungsgeschichte
In den Jahren 1873 und 1942 führten Mitarbeiter des Dänischen Nationalmuseums Dokumentationen der Fundstelle durch. Eine weitere Dokumentation erfolgte 1989 durch Mitarbeiter der Forst- und Naturbehörde.

## Beschreibung
Die Anlage besitzt eine nord-südlich orientierte rechteckige Hügelschüttung mit einer Länge von 10,5 m, einer Breite von 6,5 m und einer Höhe von 1,25 m. Eine Umfassung ist vorhanden, jedoch stecken die Steine zumeist tief in der Erde. Bei einem einzelnen Stein am südlichen Ende des Hügels könnte es sich um einen Deckstein der Grabkammer handeln. Die genaue Form der Kammer ist ohne nähere Untersuchung nicht zu bestimmen.